# KATV-Sendemast
Der KATV-Sendemast war ein im Jahr 1967 für die US-amerikanische Fernsehgesellschaft KATV in der Nähe von Redfield in Arkansas bei 34°28′24″ nördliche Breite und 92°12′11″ westliche Länge errichteter 609,6 Meter hoher Sendemast zur Verbreitung von Fernsehprogrammen. Der KATV-Sendemast, der zu den höchsten Bauwerken der Welt zählte, stürzte am 11. Januar 2008 beim Austausch der Abspannseile ein. Dabei wurde ein Arbeiter leicht verletzt. Der Eigentümer des Masts, KATV, entschied sich gegen einen Wiederaufbau in Redfield.